# یواس‌اس آر-۲۳ (اس‌اس-۱۰۰)
یواس‌اس آر-۲۳ (اس‌اس-۱۰۰) (به انگلیسی: USS R-23 (SS-100)) یک زیردریایی بود که طول آن ۱۷۵ فوت (۵۳ متر) بود. این زیردریایی در سال ۱۹۱۸ ساخته شد.